# Emiel Mellaard
Emiel Remco Mellaard (* 21. března 1966, Spijkenisse, Jižní Holandsko) je bývalý nizozemský atlet, jehož specializací byl skok daleký. V této své disciplíně je dosud držitelem národních rekordů v hale i pod širým nebem.

## Kariéra
Prvého výrazného úspěchu dosáhl v roce 1985 na světových halových hrách v Paříži, kde skončil pátý a v letní sezóně vybojoval na juniorském mistrovství Evropy v Chotěbuzi bronzovou medaili. O rok později skončil na evropském šampionátu ve Stuttgartu těsně pod stupni vítězů, na 4. místě. Od bronzové medaile, kterou získal Ital Giovanni Evangelisti ho dělil jediný centimetr. Na Mistrovství světa v atletice 1987 v Římě neprošel kvalifikací.
V roce 1988 reprezentoval na Letních olympijských hrách v jihokorejském Soulu, kde v kvalifikaci o dva centimetry překonal osmimetrovou hranici a postoupil do dvanáctičlenného finále. V něm předvedl nejdelší pokus v první sérii, když skočil 771 cm. Do užšího finále se tímto výkonem neprobojoval o obsadil konečné 11. místo. 19. února 1989 se stal v nizozemském Haagu halovým mistrem Evropy (814 cm). O dva týdny později na halovém MS v Budapešti skončil v kvalifikaci (742 cm).
O rok později jen těsně neobhájil titul halového mistra Evropy a na HME ve skotském Glasgowě získal stříbrnou medaili. Porazil ho jen Dietmar Haaf ze Západního Německa, který ve finále skočil o tři centimetry dál. Na halovém mistrovství Evropy v italském Janově v roce 1992 obsadil 6. místo. V roce 1993 se zúčastnil halového MS v Torontu, kde ve finále měřil jeho jediný platný pokus pouhých 677 cm, což stačilo na celkové 11. místo.

### Osobní rekordy
- hala – 823 cm – 5. února 1989, Haag
- dráha – 819 cm – 17. července 1988, Groningen